# Syllitus sexlineatus
Syllitus sexlineatus är en skalbaggsart som beskrevs av J. Linsley Gressitt 1951. Syllitus sexlineatus ingår i släktet Syllitus och familjen långhorningar. Inga underarter finns listade i Catalogue of Life.